# Veiling Westerlee

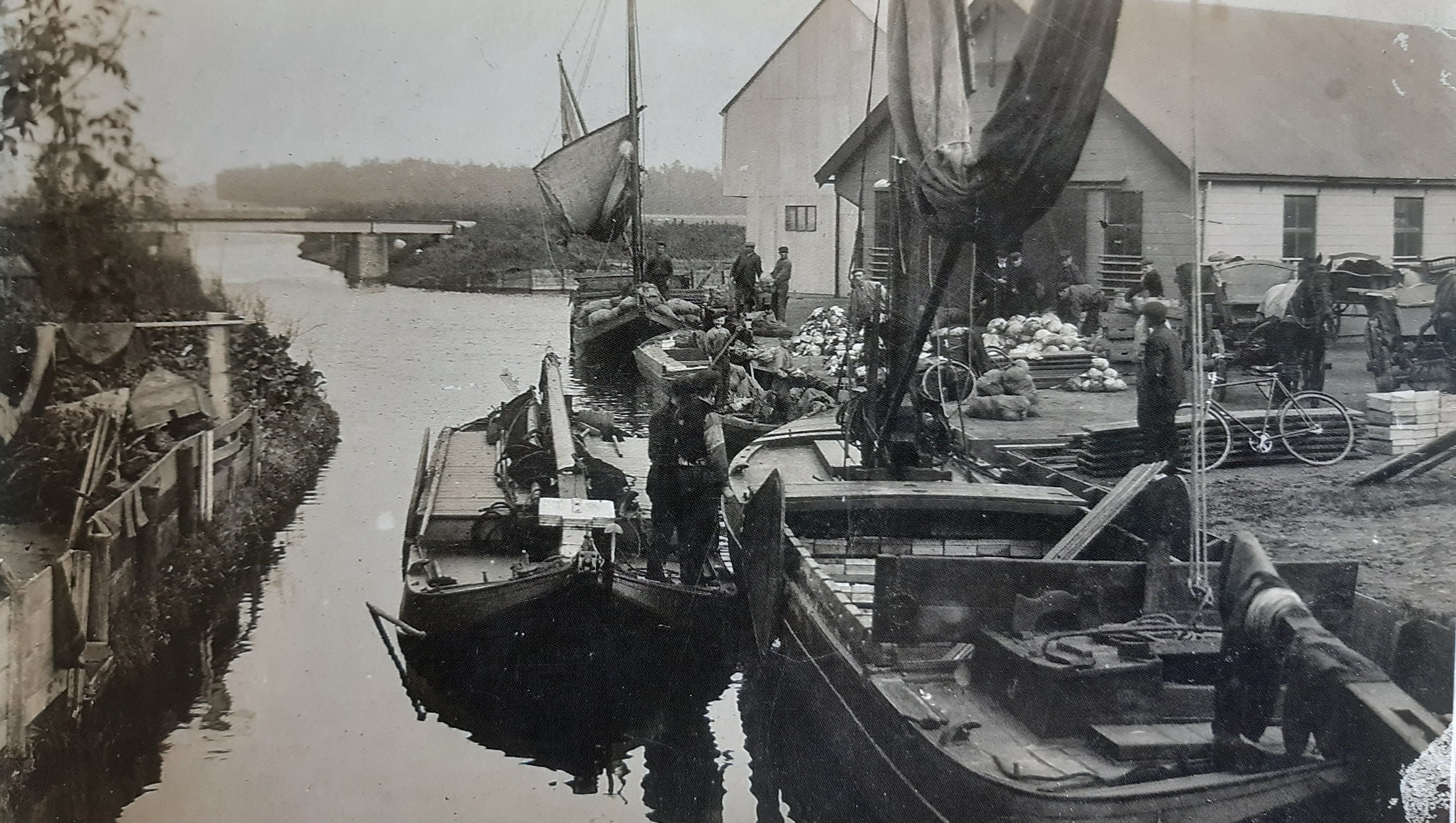
Eerste veiling Westerlee, rond 1910. De foto is gemaakt vanaf de brug dat de Leeweg met het kruispunt Westerlee verbindt. De eerste twee veilinghallen zijn te zien aan de rechterzijde. Op de voorgrond liggen westlanders in het water met aanvoer van groente en fruit. Op de achtergrond de nieuwe spoorbrug van de WSM. In 1914 wordt achter de spoorlijn de veiling verder uitgebreid.

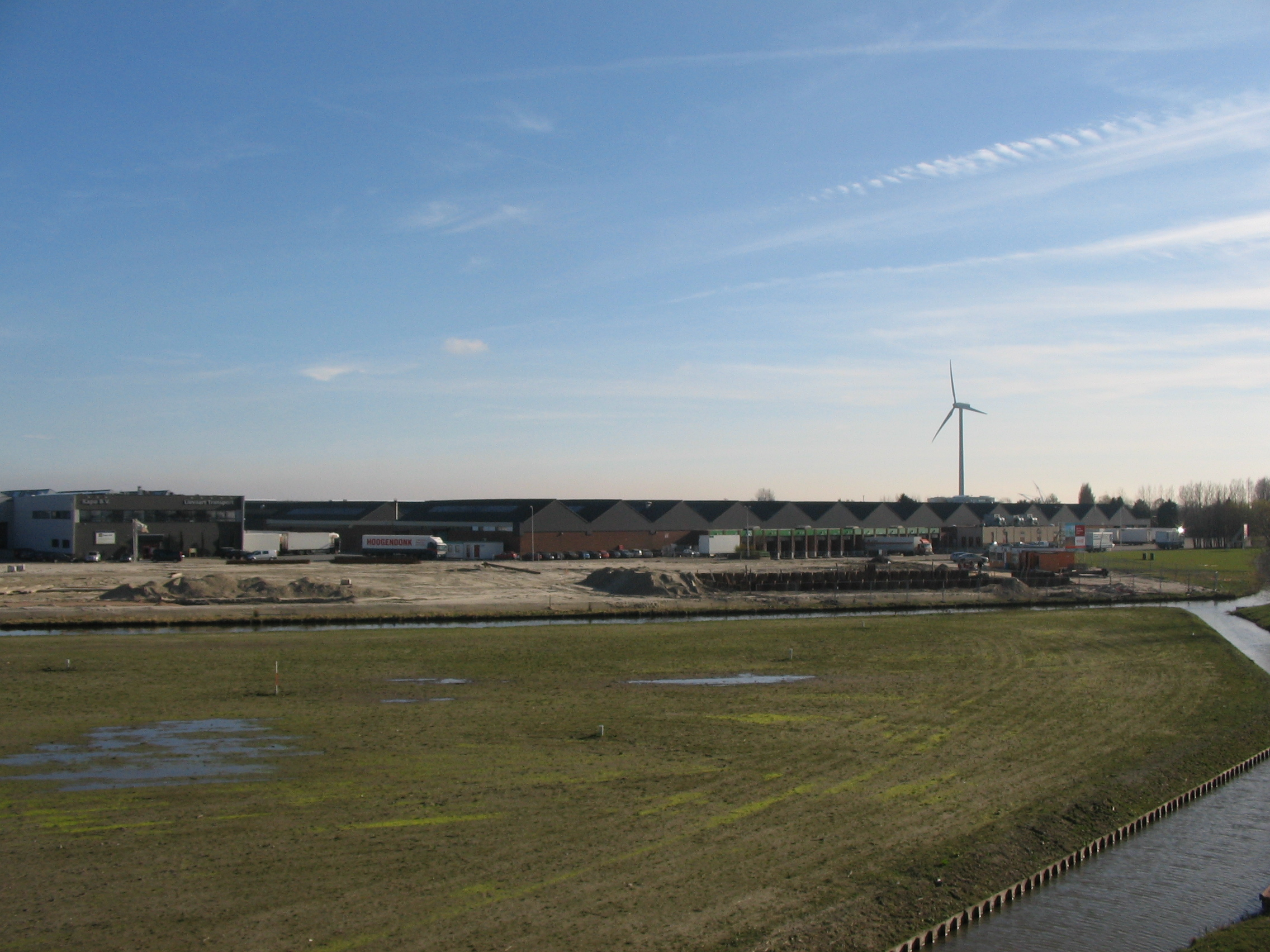
De voormalige veilinggebouwen van Westerlee, in 2009.

Veiling Westerlee of Veilingvereeniging Westerlee was een groente- en fruitveiling, in Westerlee, Zuid-Holland, Nederland. De veiling werd opgericht in 1901 en stond na de fusie met de Delftsche Groenteveiling in 1973, bekend onder de naam Delft-Westerlee. In 1991 fuseerde de veiling met Veiling Westland-West tot Veiling Westland en werd de locatie Westerlee alleen nog gebruikt als aanvoerpunt. Na de fusie van Veiling Westland met andere Nederlandse groenteveilingen werd de locatie Westerlee verlaten.

## Geschiedenis

### Oprichting
Een eerste idee voor een veiling ontstond in 1889 toen met de "Vereniging Westland", een veilingvereniging voor het gehele Westlandse grondgebied werd opgericht. Het doel was om telers te verenigen om een front te vormen tegen afnemers. Zo werd voorkomen dat kopers de telers tegen elkaar uitspeelden en werden betere prijzen bedongen. De Vereniging omvatte meerdere afdelingen. De grote veilingen waren gericht op de export en de kleine op de binnenlandse handel. In De Lier was een kleine veiling waar vanaf 1891 groente en fruit werd geveild in het café De Gouden Leeuw. Kleine producten werden uitgestald op het biljart. Het eerste jaar bedroeg de opbrengst slechts 500 gulden. In 1901 was de omzet dusdanig dat toestemming werd gegeven door leden van de Vereniging Westland om naar een geschikte locatie voor een veilinggebouw te zoeken. Over de locatie ontstond enige discussie aangezien tuinders aan de kant van Maasdijk de voorkeur hadden voor Westerlee en de tuinders in De Lier de voorkeur gaven aan een locatie meer richting De Lier. Na een stemming werd Westerlee gekozen vanwege de geschikte ligging aan waterweg de Lee, een toekomstige tramlijn en een weg. Het terrein werd opgekocht, grond opgehoogd en kades aangelegd. Het eerste veilinggebouw werd in 1903 in gebruik genomen. Het bleek een groot succes. De omzetten van de nieuwe veiling stegen flink. Producten werden in die tijd aangevoerd per schuit/westlander en per paard en wagen. In 1907 werd de tramlijn van Naaldwijk via Westerlee naar Maasland door de WSM gerealiseerd. Vijf jaar later werd het doorgetrokken naar Delft en Maassluis. In 1912 splitste de veiling zich af van de "Vereeniging Westland" en werd het een zelfstandige veiling onder de naam: "Veilingvereeniging Westerlee".

### Groei en de crisis van de jaren dertig
Na een aantal jaar ontstond een groot ruimtegebrek en in 1914 werd besloten de veiling uit te breiden aan de andere kant van de trambaan. Twee nieuwe havens werden gegraven en een nieuw veilinggebouw met kantoor en doorvaart werden gebouwd. Tevens kwam er een modern afmijntoestel. Producten werden vanaf de schuit of wagen verkocht en vervolgens meteen afgeleverd bij de juiste wagon, schuit of pakloods van de koper. Het voormalige veilinggebouw werd verbouwd en ging dienen als pakloods voor kopers. De veiling was in 1914 een van de modernste van Nederland.
Na de Eerste Wereldoorlog nam de export naar Duitsland weer toe. De omzet steeg explosief en voor het eerst werd een omzet van 2 miljoen gulden behaald in 1924 wat 36% meer was vergeleken met het voorgaande jaar. Die periode werden ook de eerste producten per auto aangevoerd. In 1929 nam de groei een wending door de internationale economische crisis. De export van groente en fruit naar Engeland en Duitsland nam een dramatische duik. Prijzen daalden en voor enorme aantallen producten werd geen koper gevonden. Indien de minimumprijs niet behaald werd, was het product "doorgedraaid" en werd het uit de handel genomen. De doorgedraaide groente en fruit moest vernietigd worden en diende dan vaak als veevoer. Met overheidsmaatregelen die moesten leiden tot teeltbeperking en met het instellen van teeltvergunningen werd getracht om de prijs te verbeteren.

### Tweede Wereldoorlog en verdere groei

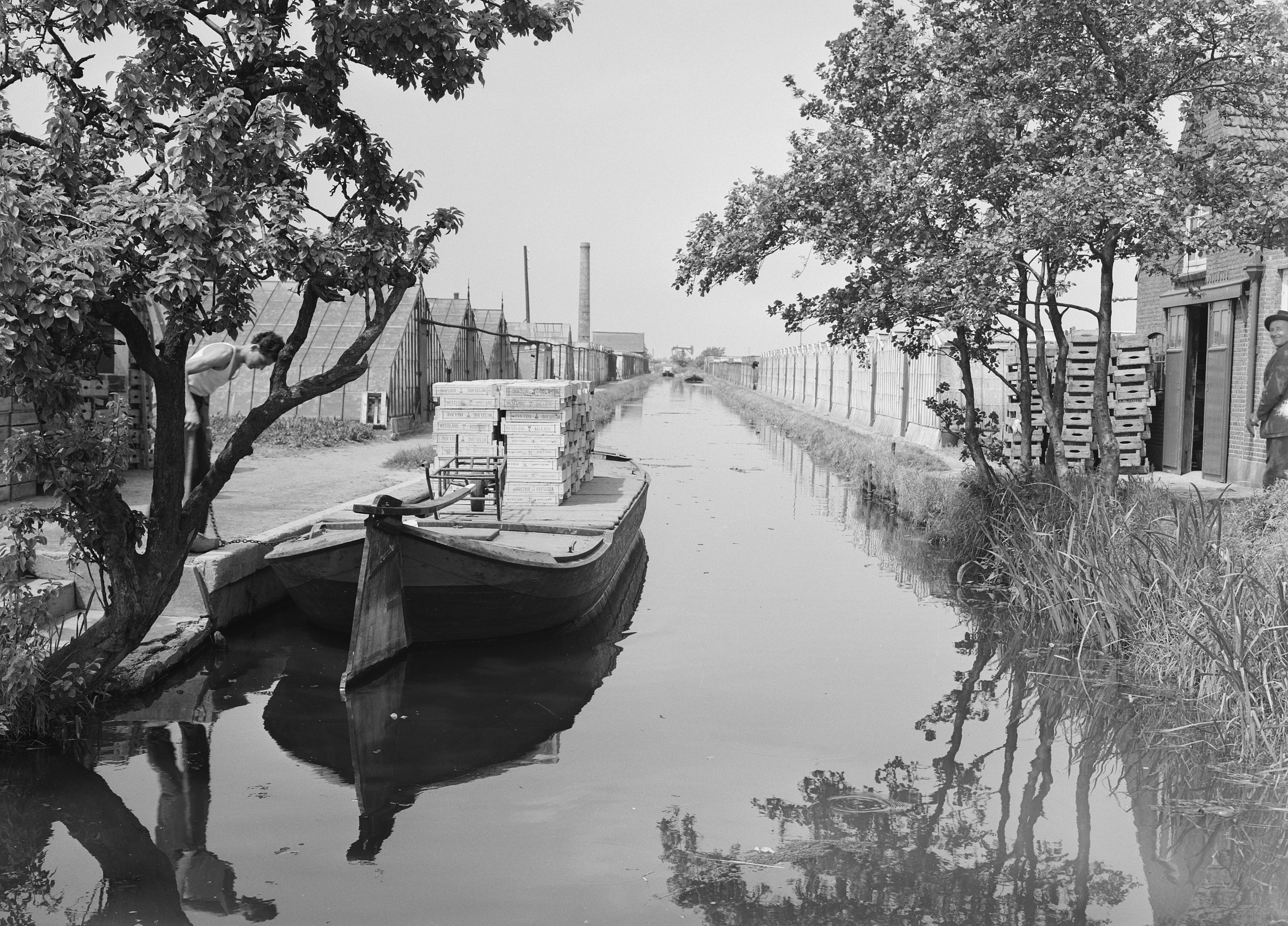
Kassen aan de Nieuwe Tuinen, in De Lier en tuinbouwproducten op een westlander, klaar voor vervoer naar de veiling, in 1958

Tijdens de Tweede Wereldoorlog werden door de Duitse bezetter maatregelen genomen om de voedselvoorziening te waarborgen. Groente mocht niet meer vernietigd worden en er kwamen minimum- en maximumprijzen. De Duitsers bepaalden welk deel van de handel bestemd was voor export naar Duitsland en welk deel voor Nederland. In 1941 werd de veilingklok stilgelegd en werd de handel verdeeld via een puntensysteem op basis van verkoopcijfers uit voorgaande jaren. Transport ging steeds vaker via paard en wagen door schaarste aan benzine en doordat vrachtauto's werden gevorderd. Na de oorlog in 1946 werd de veilingklok weer hersteld. De teelt bloeide weer op en in 1946 verdubbelde de omzet bijna vergeleken met het voorgaande jaar.
Lange tijd was vervoer van groente per stoomtram de belangrijkste vorm van transport voor de veiling Westerlee, maar in de jaren vijftig nam de populariteit van de vrachtwagen toe. Personenvervoer door de WSM was al gestaakt in de jaren dertig en in 1967 werd ook het goederenvervoer per spoor gestaakt.

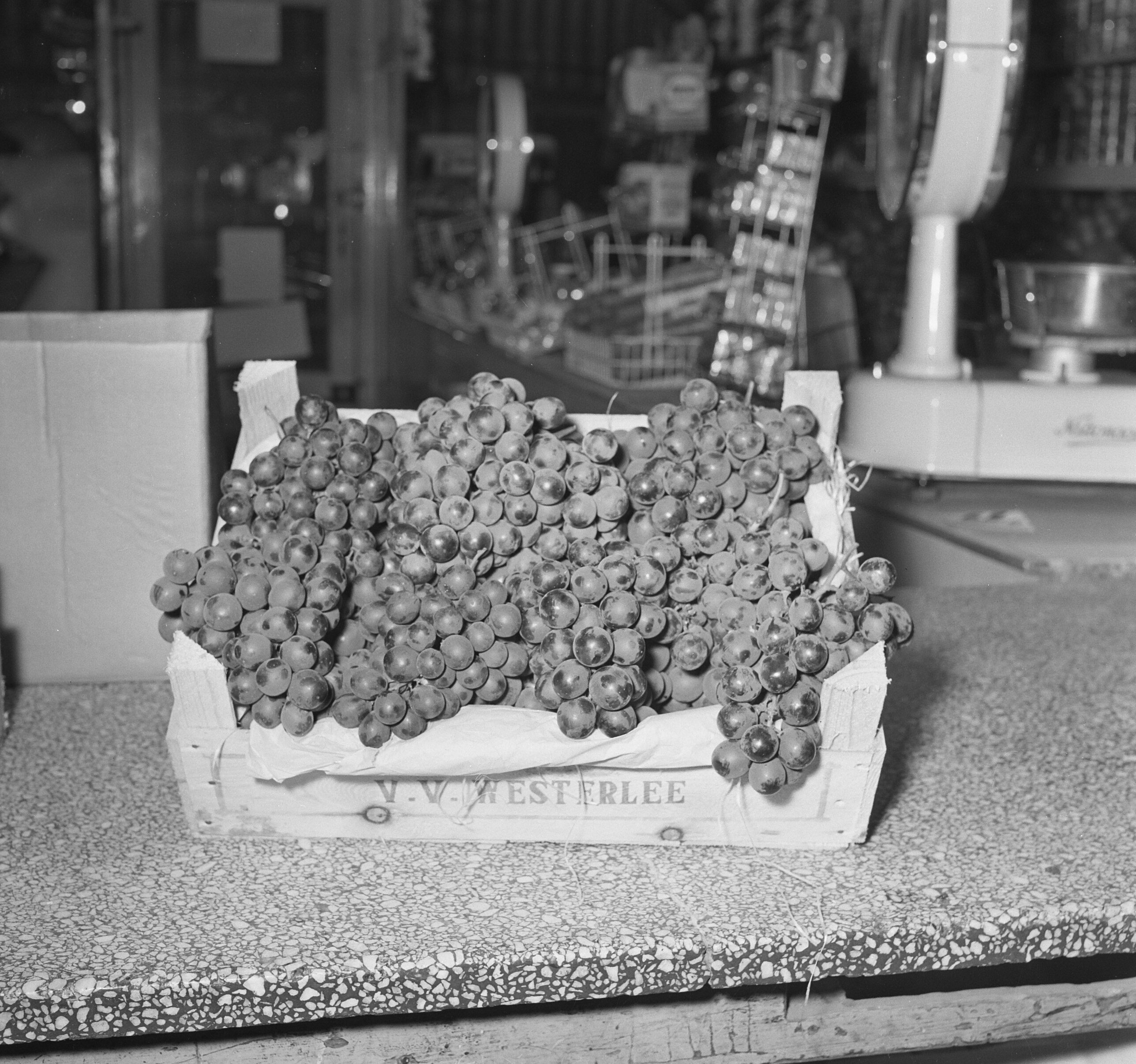
Druiventrossen in een kist, met de opdruk v.v. westerlee, bij een kruidenier, in 1956.

De groei van de tuinbouw nam verder toe waardoor de gebouwen uit 1914 niet meer toereikend waren. In 1946 werd 2 ha aangekocht voor de bouw van extra loodsen maar dit bleek snel niet voldoende. Van het Hoogheemraadschap van Delfland werd 3,5 ha grond aangekocht en zij gaven toestemming om de loop van het Leewater te verleggen. Zo ontstond een ringvaart met pakloodsen rondom een groot open middenterrein dat in 1953 in gebruik genomen werd. In deze periode nam de productie van tuinbouwproducten toe door het vervangen van plat glas door staande kassen en door het verwarmen van kassen waardoor teelten vervroegd konden worden.
In de jaren 60 was opnieuw behoefte aan meer ruimte. Aangezien het terrein volledig omringd was door water maar de behoefte aan vervoer per water minimaal was, kwam het veilingbestuur met het plan de uitbreiding aan de overzijde van de Lee te plannen en een groot deel van het Leewater te dempen. Het Hoogheemraadschap gaf hiervoor toestemming en regelde de vergunningen. Hierdoor werd het deel van het Leewater naar het Zwethkanaal, de Kulk genoemd, gedempt. In 1965 is de uitbreiding rond. Een volgende uitbreiding vond plaats in de jaren zeventig toen het Leewater aan het einde van de Breelee gedempt werd. Tuinbouwbedrijven in de aangrenzende Nieuwe Tuinen werden opgekocht om verdere uitbreiding mogelijk te maken. Om doorstroming naar het gemaal in de Oranjepolder te waarborgen werd een nieuw kanaal gegraven dwars door de Oude Lierpolder ten oosten van De Lier, de Blakervaart.

### Fusie en sluiting
Eind jaren vijftig bestonden in het Westland nog vijftien groente- en fruitveilingen. Door het afnemen van het aantal kopers met de komst van supermarkten, nam de concurrentie af en stond de prijs onder druk. Om een goede prijsvorming te houden was het nodig om het aanbod te concentreren. Vijf van de Westlandse veilingen gingen op in Veiling Westland Noord, vijf in Veiling Westland Zuid en Westerlee ging in 1973 samen met de Delftsche Groenteveiling. In 1988 sloot Westland Zuid zich aan bij Westland Noord en werd onder de nieuwe naam Westland-West de grootste veiling van Nederland. Delft-Westerlee was ook betrokken bij de besprekingen maar de leden wezen een fusie af. In 1991 fuseerden Veiling Delft-Westerlee alsnog met Westland West, die vanaf toen onder de naam Veiling Westland verder ging. In Westerlee verdween de veilingklok en werd het een aanvoerlocatie. In 1996 stemden de leden van veiling Westland in met de fusie met 7 andere groenteveilingen in Nederland. De nieuwe organisatie werd de Verenigde Tuinbouwveiling Nederland met verkooporganisatie The Greenery. The Greenery vertrok uit Westerlee en andere bedrijven vestigden zich op het terrein.